# Бригадная, Виктория
Викто́рия Брига́дная (4 августа 1980) — туркменистанская легкоатлетка, выступавшая в тройном прыжке. Участница летних Олимпийских игр 2000 года, бронзовый призёр летних Азиатских игр 1998 года.

## Биография
Виктория Бригадная родилась 4 августа 1980 года.
В 1998 году завоевала бронзовую медаль на летних Азиатских играх в Бангкоке. В тройном прыжке Бригадная показала результат 13,66 метра, уступив китаянкам Жэнь Жуйпин (14,27) и У Линмэй (14,25).
В 2000 году вошла в состав сборной Туркмении на летних Олимпийских играх в Сиднее. В квалификации тройного прыжка заняла 13-е место, показала результат 13,96 и уступила 38 сантиметров худшей из 12 квалифицировавшихся в финал Шарке Кашпарковой из Чехии.

## Личные рекорды
- Тройной прыжок — 14,02 (13 мая 2001, Ашхабад)[4]
- Тройной прыжок (в помещении) — 12,52 (13 февраля 1998, Москва)[4]